# Episodi di South Park (dodicesima stagione)
La dodicesima stagione di South Park, composta da 14 episodi, è stata trasmessa negli Stati Uniti su Comedy Central dal 12 marzo al 19 novembre 2008.
L'edizione italiana è stata trasmessa su Comedy Central dal 23 settembre 2008 al 27 febbraio 2009.
Tutti gli episodi sono stati scritti e diretti da Trey Parker.
| nº | Titolo originale          | Titolo italiano                              | Prima TV USA     | Prima TV Italia   |
| -- | ------------------------- | -------------------------------------------- | ---------------- | ----------------- |
| 1  | Tonsil Trouble            | Problemi di tonsille                         | 12 marzo 2008    | 23 settembre 2008 |
| 2  | Britney's New Look        | Britney deve morire                          | 19 marzo 2008    | 23 settembre 2008 |
| 3  | Major Boobage             | Viaggio a TetteLandia                        | 26 marzo 2008    | 30 settembre 2008 |
| 4  | Canada on Strike          | Canadesi alla riscossa                       | 2 aprile 2008    | 30 settembre 2008 |
| 5  | Eek, a Penis!             | A caccia di un pene                          | 9 aprile 2008    | 7 ottobre 2008    |
| 6  | Over Logging              | Internet dipendenti                          | 16 aprile 2008   | 7 ottobre 2008    |
| 7  | Super Fun Time            | Ore super felici                             | 23 aprile 2008   | 21 ottobre 2008   |
| 8  | The China Probrem         | La sindrome cinese                           | 8 ottobre 2008   | 9 gennaio 2009    |
| 9  | Breast Cancer Show Ever   | La più grande lotta contro il cancro al seno | 15 ottobre 2008  | 9 gennaio 2009    |
| 10 | Pandemic                  | Pan-demia                                    | 22 ottobre 2008  | 27 febbraio 2009  |
| 11 | Pandemic 2: The Startling | Pan-demia 2 - Lo spavento                    | 29 ottobre 2008  | 27 febbraio 2009  |
| 12 | About Last Night...       | Accadde una notte                            | 5 novembre 2008  | 23 gennaio 2009   |
| 13 | Elementary School Musical | High South Park Musical                      | 12 novembre 2008 | 20 febbraio 2009  |
| 14 | The Ungroundable          | L'impunibile                                 | 19 novembre 2008 | 20 febbraio 2009  |

## Problemi di tonsille
- Titolo originale: Tonsil Trouble

### Trama
Dopo una tonsillectomia, Cartman viene accidentalmente infettato con l'HIV dal sangue di un donatore. Scioccato, Eric cerca di ottenere supporto dalle persone a lui care ma non ci riesce in quanto tutti considerano l'AIDS antiquato (secondo i cittadini di South Park infatti la nuova "moda" è il cancro); Kyle arriva addirittura a ridere della disgrazia di Cartman. Infuriato della mancanza di attenzione e delle prese in giro di Kyle, Cartman infetta il suo nemico mettendogli il suo sangue infetto nella bocca mentre dorme. Dopo aver scoperto di avere il virus dell'HIV, Kyle si reca furioso in casa di Cartman, intenzionato a distruggere tutti i suoi averi. Prima che Kyle riesca a rompere la sua amata Xbox 360, Cartman lo convince ad aiutarlo a scoprire una cura per l'AIDS che, secondo le sue ricerche, è celata nella vita di Magic Johnson, il quale è riuscito a sopravvivere così a lungo nonostante avesse l'HIV.
Kyle e Cartman arrivano nella casa di Johnson dopo aver ottenuto dei biglietti aerei gratuiti (dopo aver mentito dicendo di avere il cancro). Johnson si dimostra disposto ad aiutare i bambini, anche se non è sicuro di possedere qualcosa di utile. Dopo vari esami, i bambini scoprono che Johnson dorme regolarmente con enormi pile di banconote nella sua stanza. Alle banconote viene quindi attribuito il potere di neutralizzare l'HIV. In laboratorio, gli scienziati trovano infine la soluzione definitiva alla malattia: iniettarsi nelle vene una dose di "circa 180 000 $". Alla fine dell'episodio, la cura per l'HIV viene diffusa in tutto il mondo. Nonostante tutto, Kyle, ancora in collera, marcia lo stesso verso la casa di Cartman con l'intenzione di distruggere la sua Xbox.

## Britney deve morire
- Titolo originale: Britney's New Look

### Trama
Stan, Kyle, Cartman e Butters si annoiano mentre guardano un dibattito tra Hillary Clinton e Barack Obama insieme a Randy, quando a un certo punto lo show viene interrotto da un notiziario speciale: Britney Spears è stata vista a South Park e un uomo è stato pagato 100 000 $ per una foto in cui urina su una coccinella. I bambini, così come Randy, sono talmente eccitati dall'ultima catastrofe di Britney che ignorano completamente un commento razzista della senatrice Clinton durante il dibattito. I bambini decidono dunque di ottenere una foto di Britney mentre defeca su uno scoiattolo (in realtà Butters, travestito e contrario all'idea). Giunti all'hotel in cui Britney alloggia, i bambini riescono a entrare nella sua stanza fingendosi i suoi figli. Britney, depressa, è felice alla notizia che i suoi figli siano venuti a farle visita, ma quando scopre che i bambini non sono coloro che pensava, cade ancora più in depressione e stufa di scocciature e prese in giro si spara un colpo in testa con un fucile. Preso dal panico, Cartman si dà alla fuga, non facendosi più vedere per il resto dell'episodio. Miracolosamente, Britney sopravvive con metà testa saltata in aria. Kyle e Stan vanno a farle visita all'ospedale.
Britney viene però raggiunta dal suo agente che, nonostante le sue condizioni critiche, la porta nello studio di registrazione dove la costringe a cantare una nuova canzone. In seguito si esibisce agli MTV Video Music Awards, dove il pubblico critica aspramente la sua esibizione. I bambini decidono di aiutare Britney e organizzano un piano per condurla al Polo Nord con un treno. Kyle distrae i paparazzi che stanno dietro alla cantante, dicendo loro di lasciarla in pace, ma loro dicono che "deve morire": per favorire il raccolto di quell'anno è necessario un sacrificio umano. Nel frattempo, Stan cerca di portare Britney al Polo Nord. Il conducente del treno riconosce Britney dal suo cameltoe e ferma il treno vicino a un villaggio dove vi sono i paparazzi, alcuni cittadini e Kyle. I cittadini spiegano ai ragazzi che dei sacrifici umani sono necessari per avere un buon raccolto di mais. La folla, infine, assale la Spears fotografandola a morte, con grande shock di Stan e Kyle. Mesi dopo, i residenti di South Park sono felici del buon raccolto di mais al supermercato. Un notiziario alla TV informa i cittadini che Miley Cyrus (star di Hannah Montana) sta diventando una famosa superstar. I cittadini vedono la ragazza come loro prossimo bersaglio e cominciano a inneggiare cori in latino. Stan e Kyle, ormai perse le speranze di ragionare con gli adulti, si uniscono riluttanti al coro.

## Viaggio a TetteLandia
- Titolo originale: Major Boobage

### Trama
Il signor Mackey si reca nella classe dei ragazzi per informarli di una nuova moda pericolosa che si sta diffondendo nella città di South Park: usare l'urina di gatto per "sballarsi". Inizialmente i bambini sono dubbiosi, ma si convincono dopo un'accurata spiegazione da parte del consulente scolastico.
Incuriositi, Stan, Kyle e Kenny vanno a casa di Cartman dove il gatto di quest'ultimo, Mr. Kitty, spruzza della urina in faccia a Kenny, che comincia ad avere delle allucinazioni. Nel suo trip, Kenny si ritrova a guidare nello spazio una Pontiac TransAm alimentata da motori a razzo, per poi incontrare una donna con seni prosperosi (ispirato al personaggio di Taarna del film Heavy Metal). Al culmine del trip, Kenny sta per fare il bagno con la donna, ma Cartman lo fa tornare in sé. Il ragazzo reagisce violentemente e attacca Cartman, ma viene fermato da Stan e Kyle che comprendono il pericolo dell'usare l'urina di gatto come allucinogeno. Dopo poco tempo però, la pratica di usare l'urina di gatto per avere delle allucinazioni diventa nazionale e Fox News battezza l'insolito gesto cheesing. La notizia sconvolge i genitori di South Park, preoccupati per la salute dei propri figli, e Gerald Broflovski fa sancire una legge che bandisce tutti i gatti dalla cittadina.
Tutti i gatti vengono brevemente presi in custodia dalle forze dell'ordine. Nonostante tutto, Cartman nasconde il proprio gatto nella soffitta di casa sua e gli consiglia di "scrivere un diario" (un riferimento alla vicenda di Anna Frank). In seguito, Cartman finisce con il nascondere illegalmente nella soffitta un gran numero di gatti. Nel frattempo, Kenny continua illegalmente a usare l'urina di gatto per drogarsi, divenendone dipendente. I suoi amici ovviamente lo aiutano a smettere, confiscandogli il gatto, che viene poi trovato da Sheila, la madre di Kyle, nascosto in un cassetto di casa. Kyle spiega ai genitori che stava nascondendo il gatto per aiutare Kenny a guarire dalla sua dipendenza, ma i genitori non credendogli lo puniscono. Gerald porta il gatto in cantina, dove dimostra che un tempo anche lui faceva uso dell'urina di gatto. Nonostante avesse smesso da ormai dieci anni, Gerald viene tentato e fa uso dell'urina. Anch'esso come Kenny ha in seguito un trip: dopo aver viaggiato al comando di un bombardiere Boeing B-17 Flying Fortress battezzato "Jewish Princess", giunge al cospetto della donna dai seni enormi. Quando si appresta a fare un bagno nudo insieme a lei, scopre che per conquistarla deve battersi contro un altro pretendente, ovvero Kenny, nella "Tettarena di Capezzopoli". Mentre Gerald e Kenny vedono nelle loro menti un'epica battaglia in una grande arena, nel mondo reale i due, in preda alle allucinazioni, stanno combattendo in un box di sabbia davanti a una folla di persone che guarda la scena sbalordita.
Dopo l'imbarazzante vicenda, Gerald fa pubblicamente le sue scuse, con sua moglie, profondamente delusa al suo fianco. Dopodiché, fa tornare la situazione come un tempo, togliendo il bando dei gatti dalla città. Dopo che tutto torna alla normalità, Cartman dice di aver appreso un lezione: "Perseguitare altri esseri viventi è sbagliato".
Kyle, infuriato dal fatto che Cartman è solitamente insensibile di fronte alle persecuzioni degli ebrei durante la seconda guerra mondiale, gli chiede se ha notato parallelismi tra i fatti recenti e qualcos'altro nella storia, soprattutto riguardo al rifugio per gatti nella sua soffitta, ma Cartman sembra non capire. I ragazzi vedono con piacere Kenny annusare felice un fiore, affermando che il loro amico si stia "Sballando di vita". Ma, subito dopo, Kenny comincia a sniffare una manciata di fiori, tornando nel suo mondo di allucinazioni a fianco della sua amata donna.

## Canadesi alla riscossa
- Titolo originale: Canada on Strike

### Trama
Alla scuola elementare di South Park, il signor Mackey ricorda agli studenti che è il Giorno dell'apprezzamento del Canada. Dopodiché fa partire un video dove Steve Abootman, presidente del WGA (World Canadian Bureau), chiede agli studenti di ricordare tutti i contributi del Canada per il mondo. Gli studenti, cominciando da Cartman e Craig, rispondono con risate e sbeffeggiamenti. In Canada, quando il presidente viene a sapere della mancanza di interesse del mondo verso il Canada, decide di scioperare con tutto il paese. Il Canada entra quindi in sciopero, con tutti i suoi abitanti che si esibiscono in canti e balli coreografati.
Abootman e i suoi collaboratori appaiono in seguito a un'assemblea insieme ai leader mondiali, annunciando lo sciopero del paese. I delegati degli altri paesi sono però confusi su ciò che il Canada chieda realmente. Abootman risponde dicendo di volere più soldi, più precisamente i soldi ricavati da internet. Quando gli altri delegati cercano di spiegare che non possono dare al Canada altri soldi, Abootman si arrabbia e urla che lo scioperò continuerà. Intanto, Kyle osserva suo fratellino Ike (l'unico canadese della città) fuori dalla casa scioperare per il suo paese d'origine. Così, i ragazzi decidono di chiamare Abootman per far terminare lo sciopero. Durante la chiamata però vengono convinti che il Canada si merita più soldi, e decidono di aiutare il paese. Dopo aver organizzato un piano per ottenere dei "soldi di Internet", i ragazzi mettono un video di Butters che canta la canzone di Samwell What What (In the Butt) su YouToob. Il video diventa rapidamente famoso, e i ragazzi si recano al Dipartimento del Colorado dei Soldi di Internet. Per ritirare i loro soldi però, devono aspettare una lunga coda, in cui sono presenti le persone più famose di YouToob, come il Dramatic Chipmunk, Chris Crocker e Numa Numa. I fenomeni di Internet cominciano a discutere su chi è il più famoso e finiscono con l'uccidersi uno con l'altro. I ragazzi saltano quindi la coda e ricevono dieci milioni di dollari "virtuali".
Ancora in sciopero, molti canadesi cominciano a morire di fame, e il telegiornale mostra che l'America sta importando dei danesi (i "canadesi dell'Europa") per sostituirli. Nonostante le proteste di Trombino e Pompadour, Abootman insiste nel continuare lo sciopero anche a costo della morte. I ragazzi portano al presidente canadese i dieci milioni di dollari virtuali, che prontamente rifiuta. Allora, convinti che Abootman non avrebbe fermato lo sciopero finché non avesse ottenuto qualcosa, i ragazzi convincono i leader mondiali a donare al Canada un premio di consolazione composto da gomme da masticare e buoni pasto. Lo sciopero del Canada giunge così al termine e i ragazzi tornano a casa, discutendo su Internet e sui soldi. Abootman è estremamente orgoglioso della "grande" vittoria del Canada, ma Trombino e Pompadour capiscono che il valore di 3008 $ ottenuto dalle gomme e dai buoni pasto è veramente poco rispetto ai dieci milioni di dollari persi durante lo sciopero. Abootman e i suoi uomini vengono così mandati alla deriva su un blocco di ghiaccio dai canadesi.

## A caccia di un pene
- Titolo originale: Eek, a Penis!

### Trama
La signora Garrison è stufa di essere "un uomo intrappolato nel corpo di una finta donna" quindi, dato che non può fare un intervento di chirurgia, contatta un laboratorio in cui si fanno esperimenti sui topi facendogli crescere sulla schiena parti del corpo umane, quindi chiede loro se sui topi possono installare un pene. Intanto Cartman, dopo aver preso il posto di Garrison per badare alla classe, viene definito un insegnante modello a causa dei voti della classe (tutte le risposte vengono copiate) e così viene mandato a una scuola di Denver per insegnare ai ragazzi del borgo, ma a questi ultimi insegnerà solamente come imbrogliare.
Dopo che sulla schiena di un topo è cresciuto il pene, Garrison si reca al laboratorio, ma goffamente aprendo la gabbia lascia scappare il topo che si intrufola in casa di Butters e al Wall Mart. Garrison, sdraiato su una panchina, è disperato perché pensa che non rivedrà mai più il suo topo-pene ma a un tratto gli spunta davanti agli occhi. La puntata si conclude con Garrison che ritorna un uomo e con Cartman che riesce a far passare gli esami di maturità ai ragazzi del borgo imbrogliando, anche senza farsi vedere dalle telecamere a circuito chiuso.
Una parte dell'episodio è una parodia di La forza della volontà (Stand and Deliver, 1988), con Cartman che assume un ruolo simile a quello dell'insegnante di matematica Jaime Escalante; tuttavia, nel film gli studenti vengono falsamente accusati di imbrogliare, mentre nell'episodio imbrogliano veramente grazie ai consigli di Cartman. La scena dove il topo con pene della "signora" Garrison impiantato canta è un riferimento al film d'animazione Fievel sbarca in America (An American Tail, 1986), con la canzone "Somewhere Out There". Nell'episodio Cartman cita più volte Bill Belichick, allenatore dei New England Patriots, come esempio di imbroglione bianco da emulare, nonché la controversia sulle videoregistrazioni dei New England Patriots del 2007 e il Super Bowl XLII.

## Internet dipendenti
- Titolo originale: Over Logging

### Trama
Randy Marsh, il padre di Stan, una mattina si sveglia e scopre che Internet non funziona più in tutti gli Stati Uniti. In città è il panico; persino i telegiornali risentono della mancanza di Internet. La famiglia Marsh decide così di partire alla ricerca di una connessione. Intanto il governo sta cercando di risolvere il problema, chiedendo a Internet (un grosso router) se in qualche modo l'avessero fatto arrabbiare. Sarà Kyle a risolvere la situazione, staccando e riattaccando il cavo di Internet. Nella scena finale, Randy Marsh tiene un discorso in cui consiglia ai cittadini di South Park di moderare l'utilizzo di Internet, affinché non si trovino impreparati e non impazziscano nell'eventualità in cui Internet dovesse scomparire per sempre.
L'episodio è una parodia del romanzo di John Steinbeck Furore (The Grapes of Wrath, 1939) e dell'omonimo film,
 mentre il motivo musicale di cinque note che gli uomini del governo usano per comunicare con Internet è quello che viene usato per comunicare con gli alieni nel film Incontri ravvicinati del terzo tipo (Close Encounters of the Third Kind, 1977). Il finale è un chiaro riferimento al discorso di Steven Seagal nella scena finale del film Sfida tra i ghiacci (On Deadly Ground).

## Ore super felici
- Titolo originale: Super Fun Time

### Trama
Stan, Kyle, Cartman, Kenny e il resto della classe sono in gita scolastica al Villaggio del Pioniere dove viene simulato come si viveva nel 1864. Il sig. Garrison dice ai bambini di mettersi in coppia e allora Stan si mette con Wendy, Kyle con Jimmy e Kenny con Craig mentre Cartman, dato che è rimasto solo, viene messo insieme a Butters, a cui viene dato l'incarico di tenere sempre la mano al compagno fino al ritorno sull'autobus. Tutte le coppie girano per il villaggio, mentre Cartman e Butters ne escono ed entrano a Ore Super Felici, una sala giochi. A un certo punto dei rapinatori, che avevano appena rubato al Burger King, si rifugiano al Villaggio del Pioniere e prendono come ostaggi tanto i figuranti quanto i bambini. I ladri trovano una porta della miniera nella parte posteriore del parco, che è chiusa a chiave. Essi cominciano a interrogare gli operai per farsi dire il codice della serratura, ma nessuno di loro esce dal personaggio, fingendo di non sapere cosa sia un codice d'accesso, nemmeno per salvare la propria vita. Uno dei cittadini viene ucciso dagli altri figuranti per aver infranto il personaggio nel tentativo di dare il codice di sicurezza.
Kyle riesce a chiamare la polizia, che presto circonda tutto il villaggio, così quando Cartman e Butters cercano di tornarvi credono che la polizia stia cercando loro due. I due bambini si arrampicano su un semaforo per passare sopra il villaggio, ma si sbilanciano e cadono rimanendo appesi per le braccia. Dopo esser tornati su, Cartman e Butters riescono a entrare nel villaggio ma vengono avvistati da un rapinatore e scappano. Intanto, visto che interrogare gli operai non ha avuto successo, i rapinatori minacciano di uccidere i ragazzi, a cominciare da Kenny, ma gli operai si rifiutano ancora di uscire dal personaggio. In un disperato tentativo di salvare la vita di Kenny, Stan si traveste come uno straniero dell'epoca dei pionieri, riuscendo a dare allo staff del villaggio un modo "dentro al personaggio" per rivelare il codice della porta, che è 1864. Cartman e Butters, nel loro tentativo di fuggire, vengono colpiti da una granata. La confusione permette alla polizia di fare irruzione nel campo, mentre suona una campana, segnalando la fine della giornata lavorativa, e tutti gli operai del villaggio escono dal personaggio e si dirigono verso il T.G.I. Friday's per cenare. L'episodio termina quando Butters, ferito, trascina un inconscio Cartman fino allo scuolabus, lasciando finalmente andare la sua mano prima di svenire dallo sfinimento.

## La sindrome cinese
- Titolo originale: The China Probrem

### Trama
Dopo aver visto la cerimonia di apertura dei giochi olimpici di Pechino, Cartman è terrorizzato dai cinesi, che vede come un pericolo per l'America. Crea con Butters un fronte di liberazione e i due (dopo essersi travestiti malamente da orientali) vanno in un ristorante cinese dove infastidiscono una famiglia asiatica. Ma la situazione degenera e Butters spara accidentalmente ai testicoli dei clienti e dei poliziotti nel frattempo sopraggiunti. Intanto, gli altri bambini (e non solo) sono tormentati dalle immagini viste al cinema dove Indiana Jones viene stuprato da Steven Spielberg e da George Lucas in Indiana Jones e il regno del teschio di cristallo, ma con l'aiuto delle autorità riusciranno a fare arrestare i due registi, che nel frattempo stavano violentando uno Stormtrooper. Cartman e Butters stanno per essere arrestati, ma in quel momento viene resa pubblica la notizia dell'arresto dei registi, facendo così dimenticare il reato commesso dai due.
La scena in cui il detective Mitch ricorda lo stupro di Indiana Jones per opera di Lucas e Spielberg è un riferimento alla simile scena dello stupro di Bob da parte dei due montanari in Un tranquillo weekend di paura (Deliverance, 1972).
- Note: l'episodio è stato trasmesso durante le repliche anche col titolo Il problema Cina.

## La più grande lotta contro il cancro al seno
- Titolo originale: Breast Cancer Show Ever

### Trama
Wendy Testaburger scrive un tema allo scopo di sensibilizzare i compagni di classe riguardo all'argomento del cancro al seno e delle relative vittime che esso reclama ogni anno, ma Cartman non fa altro che ridicolizzare la questione: si dimostra talmente sardonico che Wendy lo sfida a duello, dandogli appuntamento al cortile della scuola per una rissa. Cartman accetta, ma presto capisce che non è affatto sicuro di avere la meglio su Wendy; inoltre, perdere in una rissa contro una ragazza sarebbe una vergogna incancellabile. Nonostante Eric provi tutti gli espedienti più sleali per evitare lo scontro, i due sfidanti si ritrovano insieme sul luogo dell'incontro. Wendy vince su tutti i fronti, ma la reputazione di Cartman è pressoché intatta: semplicemente era già talmente bassa che non poteva peggiorare ulteriormente. Eric comunque, scoperto questo, rivolta la frittata convincendosi che gli altri lo ritengano in gamba comunque.
La trama dell'episodio è liberamente ispirata ai film L'ora della rivincita (Three O'Clock High, 1987) e Il petroliere (There Will Be Blood, 2007). La scena della rissa è invece ispirata a un combattimento del film Snatch - Lo strappo (Snatch, 2000). Nei commenti del DVD, Parker e Stone si riferiscono alle interazioni dei personaggi nell'episodio come tematicamente simili al cartone animato Peanuts e al fatto che "i bambini sono bambini."

## Pan-demia
- Titolo originale: Pandemic

### Trama
Cercando di fare soldi, Cartman, Kyle, Kenny, Stan e Craig si travestono da suonatori di flauto di Pan peruviani, ma vengono arrestati dal governo e mandati in un campo di prigionia per peruviani.
I mostri e la ripresa con la videocamera traballante (shaky camera) sono un riferimento al film della Paramount Pictures Cloverfield (2008).

## Pan-demia 2 - Lo spavento
- Titolo originale: Pandemic 2: The Startling

### Trama
In seguito all'allontanamento dagli Stati Uniti e dal mondo dei suonatori peruviani, vari luoghi vengono attaccati da dei terribili mostri, dei porcellini d'India in live-action. Craig è l'unico che può salvare la situazione.
- Note: l'episodio è stato trasmesso durante le repliche anche col titolo Pan-demia 2.

## Accadde una notte
- Titolo originale: About Last Night...

### Trama
Dopo l'elezione di Barack Obama quale presidente degli Stati Uniti, si viene a sapere che il politico, insieme al suo rivale John McCain, Sarah Palin e la sua finta moglie Michelle, fa parte di una banda di ladri professionisti, intenzionati a rubare un grosso diamante al museo Smithsonian mentre tutti i cittadini sono impegnati a festeggiare.
- Note: l'episodio è stato trasmesso durante le repliche anche col titolo Riguardo la scorsa notte.

## High South Park Musical
- Titolo originale: Elementary School Musical

### Trama
Nella scuola elementare di South Park si diffonde la moda di High School Musical, e gli alunni iniziano a cantare e ballare in ogni occasione in seguito alla nuova moda, capeggiati Bridon Gueermo, evidente parodia di Zac Efron, uno studente di terza molto ammirato dalle ragazzine della scuola perché sa cantare e ballare benissimo. Così, i ragazzi decidono di guardare il film per capire di cosa di tratta, ma lo odiano immediatamente e giurano di non farne mai parte.
Stan intanto teme che Wendy si stia avvicinando troppo a Bridon, in quanto duettano sempre nelle canzoni. Parlando con Bridon, scopre che la vera passione di quest'ultimo in realtà è il basket, ma lo stupidissimo, manesco ed effeminato padre non gli permette di seguire la sua passione, costringendolo invece a ballare. Anche l'intervento dei servizi sociali, chiamati proprio da Stan, verrà neutralizzato dagli schiaffi del sig. Gueermo, che però alla fine viene messo KO dalla consorte e dallo stesso Bridon, ormai stufo del comportamento del genitore. Il ragazzo così entra nella squadra di basket della squadra, disputando una buona partita e facendo ricredere il padre.
Nel frattempo, Kyle, Cartman e Kenny hanno iniziato a girare con un ragazzo molto impopolare di nome Scott Malkinson, che viene ridicolizzato dai compagni di scuola per avere il diabete e parlare in modo sbiascicato. Nonostante abbia giurato di non farlo mai, Stan decide di seguire la tendenza e studia intensamente la serie di High School Musical. Gli amici cercano di convincerlo del contrario, ricordandogli il loro voto, ma lui contesta, spiegando che le cose stanno cambiando e che Butters è ora più popolare di loro. I quattro protagonisti, cosi, si esibiscono in uno spettacolo musical, nella speranza di riacquistare la loro popolarità, ma mentre loro ballano, il resto della scuola scopre che Bridon sta giocando a basket, quindi vanno a vederlo giocare. Rimasti senza pubblico, Stan e gli altri si chiedono cosa sia successo e Scott glielo spiega: alle ragazze non è mai interessato ballare e cantare, gli interessa solo Bridon, quindi tutti gli sforzi dei quattro sono stati inutili.

## L'impunibile
- Titolo originale: The Ungroundable

### Trama
Mentre la classe gioca a Call of Duty: World at War invece di seguire la lezione del signor Mackey nel laboratorio di informatica, Butters li interrompe allarmato perché dice di aver visto dei vampiri. Per allontanarlo, Eric Cartman gli consiglia di documentare ciò che fanno. Quindi Butters si nasconde con un registratore portatile a nastro nella palestra della scuola dove i vampiri si radunano. I presunti vampiri in realtà sono solo degli innocui ragazzini di quinta che fingono di esserlo per sentirsi appartenenti a un gruppo, ispirati da Twilight e altre saghe simili. Per gioco bevono il "Clammato", succo di pomodoro in lattina che Butters scambia per sangue vero. Improvvisamente il registratore di Butters fa suonare un precedente nastro in cui egli stesso canta, attirando così l'attenzione dei "vampiri". Ingenuamente Butters continua a credere che siano dei pericolosi e inquietanti esseri disumani, perciò punta contro di loro un crocifisso recitando "il corpo di Cristo vi respinge!".
I cittadini di South Park non riescono a capire la differenza tra i membri del Club dei vampiri e i dark (o goth), attirando le ire dei quattro ragazzi dark della scuola, che cominciano a odiare i membri del club dei vampiri ancora di più dei conformisti proprio perché i primi credono di essere anticonformisti pur non essendolo, e perché hanno copiato il loro stile caratterizzato da un abbigliamento esclusivamente nero e da interessi riguardanti l'occulto.
Il padre di Butters nel frattempo va in escandescenza perché il figlio non mette in ordine alfabetico il cibo nella dispensa. Frustrato, Butters tenta di unirsi al Club dei vampiri, credendo di poter diventare libero e immune alle punizioni dei genitori. Prima però viene portato al negozio di abiti Hot Topic, dove gli vengono tinti i capelli di nero e viene vestito come loro. Tornato a casa, si ribella per la prima volta ai genitori.
I ragazzi dark vengono chiamati nell'ufficio della preside Victoria, che li avverte di non farsi sfuggire di mano questa moda dei vampiri di cui lei crede facciano parte. Indignati, i quattro tentano di farle capire di non seguire questa tendenza, ma di vestirsi così già da molto tempo prima che fosse popolare. Per distinguersi decidono di indossare gli abiti di Gap, in modo tale che nessuno possa ricondurli al Club dei vampiri. Ora che non vengono più riconosciuti per il look vengono però chiamati "la ragazza grassa, il nano, quello col naso grosso e quello con i segni dei brufoli sulla faccia", perciò ritornano al loro look precedente.
Nel frattempo Butters, credendo di essere un vero vampiro, pensa di potersi nutrire solo succhiando il sangue delle persone. Di notte entra in camera di Eric Cartman e mentre dorme tenta di bucargli il collo con i denti, senza risultati. Quando Eric si sveglia pensa che Butters abbia delle tendenze omosessuali e che gli abbia fatto un succhiotto.
I dark poi rapiscono Mike McCalsky, il capo vampiro, per poi spedirlo per posta a Scottsdale, in Arizona, da loro definito come il posto più sfigato della Terra. Nonostante ciò, i vampiri, con perplessità dei dark, sono ancora molti in città e occupano i tavoli della tavola calda in cui i dark si rifornivano di caffè. Prima che i quattro dark si arrendano, arriva Butters consigliandoli di distruggere l'Hot Topic, luogo di "iniziazione" dei vampiri. Con bombolette spray e accendini danno fuoco a tutta la merce in negozio. Alla fine Butters ritorna normale, quindi anche punibile dal padre, mentre i dark organizzano un'assemblea per chiarire una volta per tutte, con gesto del dito medio, le differenze tra dark e vampiri:
(I ragazzi dark)